# Устия (Глодянский район)
Устия (рум. Ustia, Устье) — село в Глодянском районе Молдавии. Относится к сёлам, не образующим коммуну.

## География
Село расположено примерно в 14 км к югу от города Глодяны на высоте 81 метров над уровнем моря. Ближайшие населённые пункты — сёла Старые Лимбены, Логофтены и Молдованка. Вблизи села Устье есть пруд.

## Население
По данным переписи населения 2004 года, в селе Устия проживает 1972 человека (961 мужчина, 1011 женщина).
Этнический состав села:
| Национальность | Число жителей | Процентный состав |
| -------------- | ------------- | ----------------- |
| молдаване      | 1946          | 98.68             |
| украинцы       | 12            | 0.61              |
| русские        | 5             | 0.25              |
| румыны         | 3             | 0.15              |
| поляки         | 1             | 0.05              |
| болгары        | 1             | 0.05              |
| прочие         | 4             | 0.2               |
| Всего          | 1972          | 100%              |